# Ceeceenus torus
Ceeceenus torus är en korallart som beskrevs av van Ofwegen och Benayahu 2006. Ceeceenus torus ingår i släktet Ceeceenus och familjen Paralcyoniidae. Inga underarter finns listade i Catalogue of Life.